# Selección femenina de rugby de Irlanda
La selección femenina de rugby de Irlanda es el equipo de los dos países que constituyen la isla de Irlanda (la República de Irlanda y Irlanda del Norte) representada por la Irish Rugby Football Union (IRFU).

## Síntesis
La selección irlandesa no participó de la primera Copa Mundial en Gales en 1991, pero sí disputó las siguientes. Su mejor ubicación fue la de Francia 2014, en esa oportunidad fue semifinalista. En el 2017 la IRFU organizó la 8.ª Copa finalizando en la octava posición.
Entre los torneos europeos, disputa la versión femenina del 6 Naciones y en la que lleva ganado 2 veces. En la FIRA Women's European Championship logró un 3º puesto como su mejor desempeño.

## Historia
La Unión Irlandesa de Rugby Femenino se fundó en 1992. Irlanda debutó como internacional el 14 de febrero de 1993 con un amistoso como visitante contra Escocia. Este fue también el primer partido internacional de Escocia. El partido se disputó en Raeburn Place ante más de 1000 espectadores. El equipo irlandés fue entrenado por Alain Rolland, mientras que entre los entrenadores escoceses se encontraba Sandy Carmichael. Escocia ganó 10-0 con dos tries de su capitana, Sandra Colamartino. La primera capitana de Irlanda fue Jill Henderson. Un año después, el 14 de febrero de 1994, Irlanda debutó como internacional en casa en un partido de vuelta disputado en Ravenhill. En esta ocasión, Escocia ganó 5-0.
En 2001, la IWRFU se afilió a la Unión Irlandesa de Rugby Femenino, en 2008 se fusionó con la IRFU y, desde 2009, la IRFU dirige la selección nacional femenina.

## Bandera
La bandera del equipo muestra los escudos de las cuatro provincias tradicionales de la isla de Irlanda: Úlster, Leinster, Connacht, y Munster.

## Palmarés
- Seis Naciones (2): 2012, 2015[1]
- WXV 3 (1): 2023.

## Participación en copas
| - Gales 1991: no participó - Escocia 1994: 8º puesto - Países Bajos 1998: 10º puesto - España 2002: 14º puesto - Canadá 2006: 8º puesto - Inglaterra 2010: 7º puesto - Francia 2014: 4º puesto - Irlanda 2017: 8º puesto - Nueva Zelanda 2021: no clasificó - Inglaterra 2025: clasificado - European Championship 1997: 7º puesto - European Championship 2000: 8º puesto (último) - European Championship 2001: 7º puesto - European Championship 2004: 5º puesto - European Championship 2008: 3º puesto - Home Nations 1996: 2º puesto (compartido) - Home Nations 1997: 4º puesto (último) - Home Nations 1998: 4º puesto (último) - Clasificatorio RWC 2021: 3° puesto - WXV 3 2023: Campeón invicto - WXV 1 2024: 2° puesto | - Cinco Naciones 1999: 5º puesto (último) - Cinco Naciones 2000: no participó - Cinco Naciones 2001: no participó - Seis Naciones 2002: 6º puesto (último) - Seis Naciones 2003: 5º puesto - Seis Naciones 2004: 6º puesto (último) - Seis Naciones 2005: 5º puesto - Seis Naciones 2006: 5º puesto - Seis Naciones 2007: 4º puesto - Seis Naciones 2008: 4º puesto - Seis Naciones 2009: 4º puesto - Seis Naciones 2010: 3º puesto - Seis Naciones 2011: 3º puesto - Seis Naciones 2012: 3º puesto - Seis Naciones 2013: Campeón - Seis Naciones 2014: 3º puesto - Seis Naciones 2015: Campeón - Seis Naciones 2016 3º puesto - Seis Naciones 2017: 2º puesto - Seis Naciones 2018: 3º puesto - Seis Naciones 2019: 5º puesto - Seis Naciones 2020: 3° puesto - Seis Naciones 2021: 3° puesto - Seis Naciones 2022: 4° puesto - Seis Naciones 2023: 6° puesto - Seis Naciones 2024: 3° puesto - Seis Naciones 2025: 3° puesto |